# August Thomsen
Carl August Thomsen, född 30 december 1834 i Köpenhamn, död 25 september 1894, var en dansk kemitekniker. Han var bror till Julius Thomsen. 
Thomsen tog polyteknisk examen 1858, studerade därefter i utlandet, var 1860–1863 justermästare i hertigdömet Slesvig, blev 1863 assistent vid Veterinær- og Landbohøjskolens kemiska laboratorium, 1871 docent i teknisk kemi vid Polyteknisk Læreanstalt och utmämndes kort före sin död till professor i detta ämne (1894). 
Thomsen grundade tillsammans med brodern "Tidsskrift for Fysik og Kemi" (1862) och var utgivare av denna tidskrift till sin död. I denna finns även referat av hans egna arbeten, till exempel undersökningar över öl, över gas och petroleum, om svavelsyra och sodaindustrin samt översikter över Parisutställningarna 1878 och 1889. 